# Rönninge by-Skavlötens naturreservat
Rönninge by-Skavlöten är ett naturreservat i Täby kommun i Stockholms län.
Reservatet ligger utmed Rönningesjöns östra strand och är ett av kommunens friluftsområde. Här finns Skavlötens motionscentrum och många olika leder och spår. Norra delen upptas av områden med barrskog. I södra delen av området ligger 1800-talsbyn Rönninge by med ett aktivt jordbruk. 
I och nära reservatet finns lämningar från Yngre Järnålder (år 550 -1050 f.kr.) Det finns tre stencirklar: norr, öster och söder om Rönninge by.
På Skansberget, cirka 500 meter norr om byn finns lämningar av en borg byggd omkring 500 e. Kr.

## Korvlinjen
Det finns lämningar från norra fronten, en del av korvlinjen, i form av skyttegravar och bunkrar. Tydligaste artefakterna är två bunkrar som ligger strax söder, och väster, om Skavlötsvägen där den korsas av löparspårets träbro.  Västra Arningefortet, öster on naturresarvatet, ligger väl synligt från Arningevägen.